# B-Matching
Ein (perfektes) u-kapazitiertes b-Matching ist in der Graphentheorie eine Menge von Kanten, so dass jeder Knoten v mit höchstens (genau) {\displaystyle b_{v}} Kanten dieser Menge inzidiert und jede Kante in höchstens {\displaystyle u_{e}} dieser Mengen enthalten ist.

## Definition
Sei G=(V,E) ein Graph. Sind zusätzlich nicht negative ganze Zahlen {\displaystyle b_{v}\in \mathbb {Z} _{+}} für alle Knoten {\displaystyle v\in V} (sogenannte Gradbeschränkungen) und {\displaystyle u_{e}\in \mathbb {Z} _{+}} für alle Kanten {\displaystyle e\in E} (sogenannte Kantenkapazitäten) gegeben, so nennt man eine Zuweisung {\displaystyle x\colon E\rightarrow \mathbb {Z} } ein (perfektes) b-Matching, falls für alle {\displaystyle v\in V:b_{v}\geq (=)\sum _{e\in \delta (v)}x_{e}} und für alle {\displaystyle e\in E:0\leq x_{e}\leq u_{e}} gilt.

## Spezialfälle
- Gilt {\displaystyle b\equiv 1} und {\displaystyle u\equiv 1} so spricht man lediglich von einem (perfekten) Matching bzw. einer Paarung.
- Der Spezialfall eines perfekten 2-Matchings, d. h. {\displaystyle b\equiv 2} und {\displaystyle u\equiv 1} liefert eine Menge von disjunkten Kreisen. Damit kann man also ein 2-Matching auch als Relaxierung des Hamiltonkreisproblems auffassen.